# Polyboea zonaformis
Espèce
Synonymes
- Pisaura zonaformis  Wang, 1993

Polyboea zonaformis est une espèce d'araignées aranéomorphes de la famille des Pisauridae.

## Distribution
Cette espèce se rencontre en Chine au Yunnan, en Inde au Bengale-Occidental et au Laos,,.

## Description
La femelle holotype mesure 9,10 mm et le mâle paratype 9,30 mm.

## Publication originale
- Wang, 1993 : Four new species of the spiders of Pisauridae from China (Arachnida: Araneae). Acta Zootaxonomica Sinica, vol. 18, no 2, p. 156-161.